# Triarca de Negroponte
El Triarca de Negroponte (en griego: Τριτημόριοι της Εύβοιας) fue el título de los señores de Negroponte (Eubea), cuando la isla, después de la conquista latina (1204), estaba bajo la soberanía de Bonifacio de Montferrato, dividido en tres feudos asignados a Ravano dalle Carceri, Pegoraro de Pegorari y Gilberto de Verona, una división que se mantuvo hasta el final del siglo XIII.